# Абърдеър (планина)
Абърдеър (на английски и на суахили: Aberdare; на кикую Nyandarua) е третата по височина планинска верига в Кения.
Формирана е върху част от източния ръб на Източноафриканската рифтова долина.
Намира се в западната част на Централна Кения, само на половин градус южно от екватора. В миналото планината се е наричала Сатима, с което е свързано и наименованието на най-високия ѝ връх. Днешното си име е получила през 1884 г. от Джоузеф Томсън, който я кръщава на лорд Хенри Абърдеър, тогавашният президент на Британското кралско географско дружество.

## География
Планинската верига Абърдеър се намира северно от Найроби и се простира на 160 km в направление север-юг, успоредно на основния рифт. Административно попада в област Ниери, Централна провинция. Върховете са с надморска височина между 3000 и 4000 метра, изпъстрена е с V-образни речни долини, многобройни потоци, водни каскади и зрелищни водопади. Тук се намира и най-високият кенийски водопад, чиито води падат от 33 метра височина. Горите са гъсти и буйни, на много места непроходими. Районът е много разнообразен и планинската верига е описвана като „Шотландия с лъвове“. Териториите между Абърдеър и планината Кения са известни като част от Европейските високопланински земи.
Средната надморска височина на планината е 3350 m и се променя в диапазона от 1829 до 4001 m., а най-високият връх се намира в северната ѝ част. Масаите го наричат Ол Дойньо Лесатима, но е известен още и като връх Лесатима или само Сатима. Масайското му име означава „Планината на младия бик“. Издига се на 4001 m над морското равнище. Вторият по височина връх Кинангоп се намира в южната част на планината и достига 3906 m. Двата върха са разделени от дълга седловина и пусти алпийски хълмове на 3000 – 3300 m над морското ниво. Планинските склонове плавно се спускат на изток и югоизток към тясна равнина, след която на разстояние от около 50 km се издига конусът на планината Кения. Западните склонове рязко се спускат към рифтовата долина, която достига до езерото Найваша и стръмно извисяващите се височини Мау.

## Геология
Както много планини в Източна Африка Абърдеър дължи съществуването си на тектоничните сили, които са създали и Голямата рифтова долина. Преди 5 – 6 милиона години земната кора се нагъва, а лавата избухва през вулканични гърла и огромни пукнатини, като образува Големия рифт и в частност планините Абърдеър и Мау. По-късно фланговете им са погълнати от последващото потъване на Източноафриканската рифтова долина. Планината представлява изолирана вулканична верига, а продълговатата ѝ форма се дължи на разливането на лава от големи дълги цепнатини. Това е причината основните върхове да са разположени в почти права линия и свързани със серия от хребети. Абърдеър формира източната стена на Голямата рифтова долина. Почвите са червени с вулканичен произход, богати на органична материя и много плодородни.

## Климат
Климатът на планината е доминиран от югоизточните мусони от април до октомври и от североизточни ветрове от ноември до март. Югоизточните склонове получават най-голямо количество валежи, тъй като до тях достигат дъждоносните ветрове, които изсипват дъждовете тук. Валежите в тази част достигат до 2500 – 3000 mm годишно. Западните склонове са доста по-бедни на дъждове – около 1000 mm годишно, като в най-сухите зони, попадащи в дъждовна сянка, падат до 700 mm годишно. През по-голямата част от годината времето е мъгливо и валят проливни дъждове. Дори и в сухите сезони, докато останалата част от Кения се радва на хубаво време, Абърдеър често е обвита от тежки облаци.

## Хидрология
Реките, извиращи от Абърдеър и течащи на изток, вливат водите си в река Тана. По пътя си към нея река Чаня преминава през водноелектрическата каскада Seven Forks, където се произвежда половината от общата електрическа енергия, необходима за Найроби. Река Чания, също течаща на изток, достига до язовир Sasumua, а река Тика – до язовир Ndakaini. Тези две водохранилища са основните, захранващи тримилионната столица с питейна вода. От върховете и склоновете на планинската верига извират още реките Athi, Евасо Нгиро и Малеуа. Северните склонове осигуряват притоци за река Евасо Нгиро, която пресича полусухите плата Лайкипия в равнината Самбуру. Река Малеуа, извираща от северозападните склонове, е основен източник за захранването на езерото Найваша.

## Флора
Заради голямата денивелация в планината при флората се наблюдава височинна зоналност. Съществуват три главни екосистеми – на тропическите дъждовни гори, които на височина над 2500 m отстъпват на гъста растителност от гигантски бамбук, достигащ до 12 m височина. Той от своя страна на още по-голяма височина преминава в пусти голи хълмове. В подножието има гъсти кедрови гори, в които се срещат отделни маслинови дървета, папрати, лиани и мъхове. В най-високите части растат няколко вида лобелии, гигантски кръстец Senecio johnstonii и пирен.
Горите в Абърдеър са един от петте най-важни водосборни райони на Кения и играят ключова роля за икономиката на страната. Състоят се от 15 отделни защитени масива, заемащи общо 256 515 ha. Горският пояс включва горите Абърдеър, стръмните склонове Кикую, хълмовете Киджабе, Кипипири и Нямуеру. На площ от 760 km2 е разположен Националният парк Абърдеър, заемащ част от планината, обявен за защитена територия през 1950 г. Той е най-високо разположеният парк в Кения и се нарежда на трето място в страната по използване на площите. Характеризира се с голямо разнообразие на дървесните видове, поради различните климатични условия и голямата денивелация на терена, който обхваща територии с надморска височина от 1800 до 3600 m. Най-характерни са дървесните видове с твърда дървесина – камфор, кедър, хвойновото дърво Podocarpus и Hagenia abyssinica. Тук растат 778 растителни вида и подвида.
В последните години в Абърдеър са наброени 124 вида бриофити, принадлежащи към 46 семейства, от които 58 вида са нови за планината, а 6 са нови и за Кения. По-голямата част от тях се намират по югоизточните и южните склонове, които са със значително по-голямо количество валежи.

## Фауна
Планината е дом на повечето от по-големите африкански бозайници, а фауната е доста разнообразна. Стръмните западни склонове не са така привлекателни за животинския свят като леко вълнообразните хълмове на източната страна, които въпреки периодите на мъгли, дъждове и кратки застудявания са дом на много по-голямо разнообразие от диви животни.
Планината е домакин на редица застрашени видове. Такива са мангустата на Джаксън (Bdeogale jacksoni), ендемична за планинските гори в Кения и рядката африканска златна котка. Тук се срещат котешка генета (Genetta genetta) и сервали, много често с меланизъм, който се проявява с много тъмно, до черно оцветяване на кожата. Това явление при сервалите, живеещи на голяма надморска височина в Абърдеър, е често срещано, така че черните екземпляри тук не са рядкост. Лъвовете в планината имат малки разлики с тези в останалите части на Кения. Те са по-агресивни, окраската им е сравнително по-ярка, а гривата – доста по-пухкава. През 1931 г. тук на височина около 3000 метра са отстреляни два петнисти лъва. Окраската наподобявала на тази при леопарда. Съществуват различни хипотези за това какви са били тези екземплярри – подвид наречен Марози, кръстоска с леопард, рядък праисторически вид или екземпляри с генетична аномалия, при която петната с напредване на възрастта не избледняват.
Други видове големи застрашените бозайници от международен природозащитен интерес, които се срещат в тези гори, са винторогата антилопа бонго, обитаваща бамбуковите гори, гигантската горска свиня, слон, леопард и хиеновото куче. Смята се, че повече от 2000 слона бродят из хълмовете и мъгливите поляни. Миграционният им маршрут преминава през равнината между планината Кения и Абърдеър. Северната част се обитава от втората по големина популация от черни носорози в Кения. В допълнение, в горите живеят още антилопите бушбок, планинска редунка, обикновена кана и много дребната мускусна антилопа суни (Neotragus moschatus), обикновен воден козел, кафърски бивол, ивичест чакал (Canis adustus), няколко вида дукери.
Приматите са представени от черно-бели колобуси и гвенони на Сайкс (белогърл гвенон), както и от павиани.
В планината се наблюдава и богато разнообразие от птици, като тук са наброени около 290 вида. Често срещан е коронованият орел (Stephanoaetus coronatus), който ловува любимото си меню от колобуси. Тук гнездят Pternistis jacksoni, ястреб от вида Melierax poliopterus, някои нектарници и дъждосвирци. Критично застрашената Cisticola aberdare, която обитава планината, е ендемична за Кения.
Над 3300 m надморска височина кристалночистите реки и бистри потоци изобилстват от пъстърва, която не е местен вид, а е интродуцирана в района в миналото.

## Население
От първата половина на 20 век плодородните терени на изток от Абърдеър се ползват за земеделски нужди от племето кикую, преместено тук от колониалните власти. Кикую са известни още с името няндаруа, което означава „криещи се на суша“. Наричат планината още и Тимбара, което в превод означава „място на мъгла и мрак“. Според преданията това е един от алтернативните домове на Нгай, което на езика на кикую означава бог. Счита се, че главното му седалище е в планината Кения.
Районът около националния парк е гъсто населен, а източните и североизточните части на парка са в контакт с обработваеми земи. Главните градове в района са Ниери с около 100 000 жители, Няхуруру с население от 25 000 и Найваша с около 15 000 обитатели.
През Абърдеър преминават 60 km първокласни пътища и 396 km второкласни. Централните части са труднодостъпни през дъждовния сезон, а в северните някои от пътищата също остават откъснати през този период.

## Екология
През 2002 г. за първи път се предприема проучване на състоянието на горите в Абърдеър. То разкрива, че горите са силно засегнати от нелегалното производство на дървени въглища в повечето области на западните, южните и югоизточни склонове. Незаконната сеч на местните дървета е основен проблем в целия диапазон, по-специално изсичането на кедрови дървета, което широко засяга северните и западните склонове. Отглеждането на земеделски култури на незаконни терени и изграждането на малки селища представляват заплаха за целостта на екосистемата и вече са довели до унищожаването на над 6100 хектара горски площи.
По южните склонове незаконните дейности засягат всички смесени и широколистни гори. Дъждовните гори Ocotea, които покриват голяма част от тях, са подложени на сериозно унищожаване, предизвикано от интензивното производство на дървени въглища и незаконната сеч. По време на проучването са преброени над 10 000 пещи за дървени въглища. В някои части, където горите са по-сухолюбиви и граничещи с рифтовата долина, е изчезнала над 80% от горската растителност. Преброени са над 2800 прясно отсечени дървета. Въпреки че преобладаващият вид по южните склонове е камфоровото дърво, от него са били отсечени само 272 броя. Пашата на над 5700 глави домашни животни само по южните склонове, представлява основна заплаха за възстановяването на горите.
Проблемите при западните склонове са същите както в южната част на планината. По време на проучването са наброени 2000 прясно отсечени кедрови дървета, както и около 1100 от други местни видове и 3500 пещи за въглища. Унищожена е голямата част от горските площи, покриващи стръмните склонове и билата, особено тези под връх Кинангоп. 4475 хектара около Кипипири и 1104 хектара в гората Ragia са унищожени и застроени с жилища.
Северната част на планината е покрита предимно с пасища и разпръснати групи дървета. Тези от тях, които се намират извън загражденията, главно кедър, са обект на незаконни дейности, отново за производство на дървени въглища и строителство. Освен това в горите пасат над 5100 глави добитък, което води до прекомерна паша и е сериозно препятствие за тяхната регенерация.
Най-сериозните заплахи за източните склонове са дърводобива и незаконното култивиране на горски терени. Регистрирани са 1800 прясно отсечени кедрови дървета и 2750 от останалите местни видове. В северния блок на горския резерват Южна Лайкипия изсичането е довело до унищожаването на над 90% от горската покривка. В близост до Chinga са установени 16 сравнително малки терена, засадени или частично засадени с марихуана.
Между 2005 и 2007 г. горското покритие в Абърдеър не е показало значителни промени. Вероятно това се дължи на факта, че за първи път в Кения тук са предприети рехабилитационни действия по отношение на горите и изграждането на частични огради.
През 2007 и 2008 г. започва инициатива за залесяване на оголените хълмове на Абърдеър и планината Кения. Провежда се под егидата на движението „Зелени пояси“ (GBM) и Сдружението за горите (CFAs), заедно с Министерството на околната среда и природните ресурси, както и „Kenya Forest Service“ (KFS). Целта е ежегодно да се засаждат бързо растящи дървесни видове във водосборния басейн на р. Тана в Абърдеър и планината Кения.
През 2010 г. започва изграждането на електрическа ограда, обграждаща националния парк, с дължина около 400 km и височина 2,50 m. Функциите ѝ са да предпазва дивите животни от бракониери, както и селскостопанските посеви от набезите на горските обитатели. За следващия етап е предвидено ограждането на цялата планина, което би я направило най-дългата ограда от този вид в света.

## Любопитно
- Районът на планината е известен като седалище на въстанието Мау Мау, избухнало в Кения през 1950-те години срещу английските колонизатори. Тук се намира и главното скривалище на Дидан Кимати, ръководителят на това въстание, сега често посещавано от туристи.[6]
- Принцеса Елизабет е на сватбено пътешествие в Абърдеър, когато баща и Джордж VI умира и тя наследява британския трон като кралица Елизабет II, глава на Обединено кралство Великобритания и Северна Ирландия и на още 15 страни от Британската общност.[3]